# Declieuxia fruticosa
Declieuxia fruticosa là một loài thực vật có hoa trong họ Thiến thảo. Loài này được (Willd. ex Roem. & Schult.) Kuntze mô tả khoa học đầu tiên năm 1891.